# 布魯克特雷爾斯 (加利福尼亞州)
布魯克特雷爾斯（英語：Brooktrails）是位於美國加利福尼亞州門多西諾縣的一個人口普查指定地區。

## 地理
布魯克特雷爾斯的座標為39°26′38″N 123°23′07″W / 39.44389°N 123.38528°W，而該地最高點為海拔高度498米（即1634英尺）。

## 人口
根據2010年美國人口普查的數據，布魯克特雷爾斯的面積為18.96平方千米，當中陸地面積為18.84平方千米，而水域面積為0.12平方千米。當地共有人口3235人，而人口密度為每平方千米170人。